# Parafia św. Franciszka z Asyżu w Stobnie
Parafia pw. św. Franciszka z Asyżu w Stobnie – parafia należąca do dekanatu Piła, diecezji koszalińsko-kołobrzeskiej, metropolii szczecińsko-kamieńskiej. Została utworzona 3 kwietnia 1926. Siedziba parafii mieści się przy ulicy Pilskiej 11.

## Miejsca święte

### Kościół parafialny
- kościół pw. św. Franciszka z Asyżu w Stobnie
- kościół parafialny został zbudowany w latach 1926–1927, poświęcony w 1927

### Kościoły filialne i kaplice
- kościół Matki Bożej Różańcowej w Ługach Ujskich